# Ocell de tempesta dorsigrís
L'ocell de tempesta dorsigrís (Garrodia nereis) és un ocell marí de la família dels oceanítids (Oceanitidae), d'hàbits pelàgics que cria a caus o esquerdes de les roques o sota mates d'herba a illes dels oceans meridionals com les Malvines, Gough, Geòrgia del Sud, Crozet, Kerguelen, Auckland, Antípodes i Chatham. i es dispersen pels mars del voltant. És l'única espècie del gènere Garrodia.